# Blumenthal (Bremen)
Blumenthal (Bremen) este un sector în orașul hanseatic Bremen , Germania. 

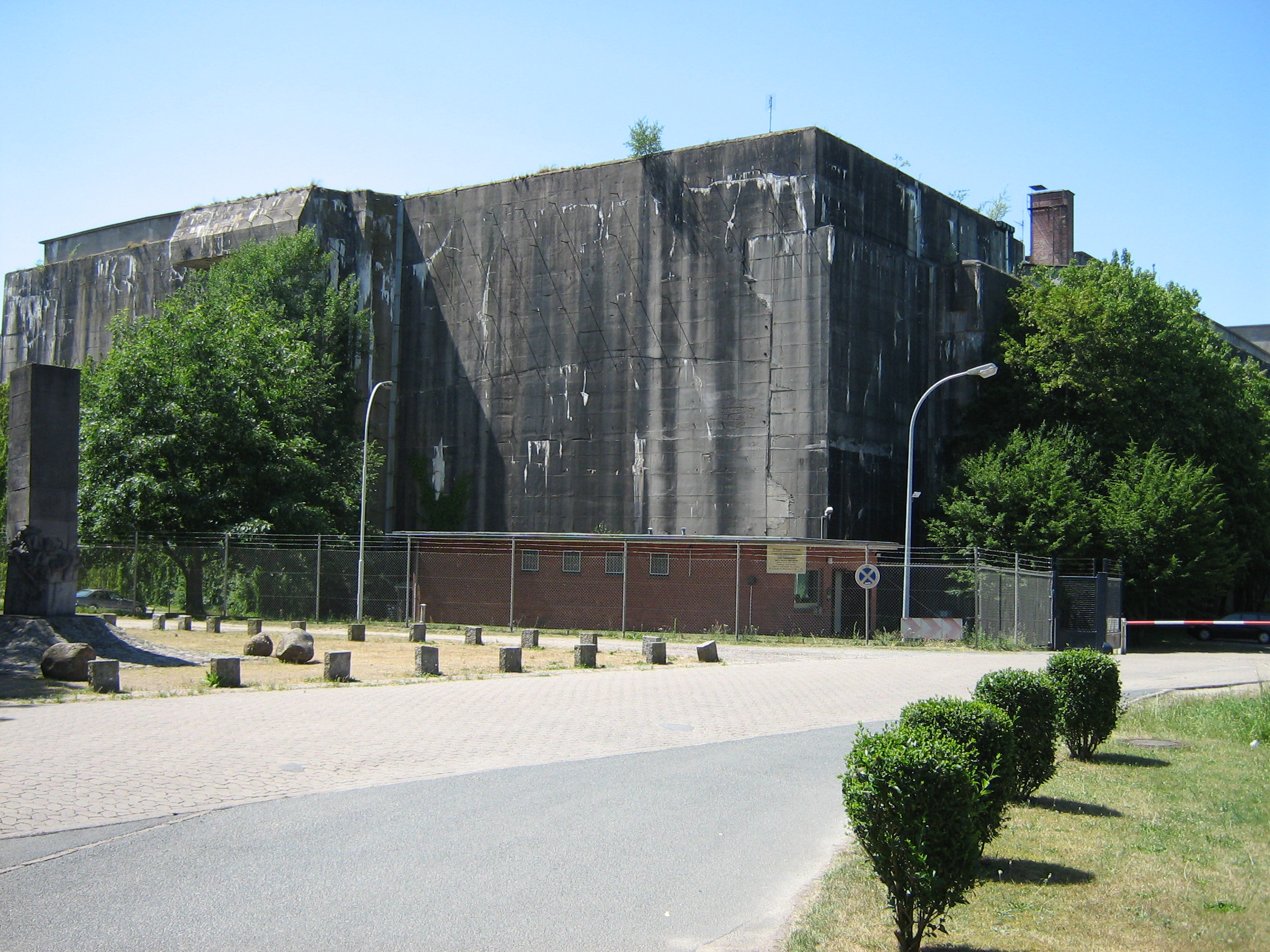
Buncărul Valentin pentru submarine